# زیردریایی دلفین (۱۹۳۰)
زیردریایی دلفین (۱۹۳۰) (به انگلیسی: Italian submarine Delfino (1930)) یک زیردریایی بود که طول آن ۶۹٫۸۰ متر (۲۲۹ فوت ۰ اینچ) بود.